# Euchalcidiella bardiensis
Euchalcidiella bardiensis är en stekelart som beskrevs av Masi 1929. Euchalcidiella bardiensis ingår i släktet Euchalcidiella och familjen bredlårsteklar.
Artens utbredningsområde är Libya. Inga underarter finns listade i Catalogue of Life.